# Produktivita práce
Produktivita práce je hodnota množství zboží a služeb, které pracovník produkuje v daném čase. Produktivita práce se zvyšuje v důsledku dokonalejších technologií, vyšší pracovní zručností a prohlubováním kapitálu (čili růstem vybavenosti práce kapitálem).

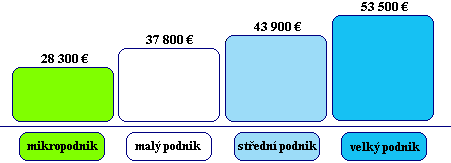
Zdánlivá produktivita práce na jednoho zaměstnance v roce 2003 v EU.

Produktivita práce vyjadřuje objem vyprodukovaných hodnot připadající na jednotku spotřebované práce za určité období (rok, měsíc, den, hodinu) podle toho, v jakém období tuto produktivitu zjišťujeme.
Produktivitu práce rozlišujeme i podle toho, co považujeme za jednotku práce. Pokud je touto jednotkou práce lidská práce (práce provedena člověkem měřená cenou práce – mzdou), hovoříme o produktivitě živé práce. V případě, že za jednotku práce považujeme práci obsaženou ve všech vstupech do určitého transformačního procesu (jehož výsledkem je produkování sledovaných hodnot), hovoříme o produktivitě společenské práce (měřené cenou všech vstupů do výrobního procesu – cenou živé i zhmotněné práce).
Diferencované je i vyjadřování objemu vyprodukovaných hodnot; například na národohospodářské úrovni to může být hrubý domácí produkt, hrubý národní produkt, národní důchod apod. Na této úrovni se většinou sleduje produktivita živé práce vyjádřená na jednoho obyvatele jako měrná jednotka práce.
Na úrovni jednotlivých podnikatelských subjektů (podniků, sdružení a společností) produkujících konkrétní hodnoty lze vyjádřit i objem produkovaných hodnot konkrétněji – nejen v peněžním objemu, ale i v naturálních jednotkách (kusech, kilogramech, metrech apod.). Spotřeba práce na této úrovni se častěji označuje jako náklady na živou a zhmotněnou práci.
Často se setkáváme i s nepřímým vykazováním produktivity práce – pracností. Pracnost je vlastně opačným vztahem jako produktivita práce – znamená vyjádření potřeby práce na vyprodukování jednotky konkrétní hodnoty.